# Lophoceramica eriopygoides
Lophoceramica eriopygoides är en fjärilsart som beskrevs av Barnes och Benjamin 1925. Lophoceramica eriopygoides ingår i släktet Lophoceramica och familjen nattflyn. Inga underarter finns listade i Catalogue of Life.